# 콘라딘 크로이처

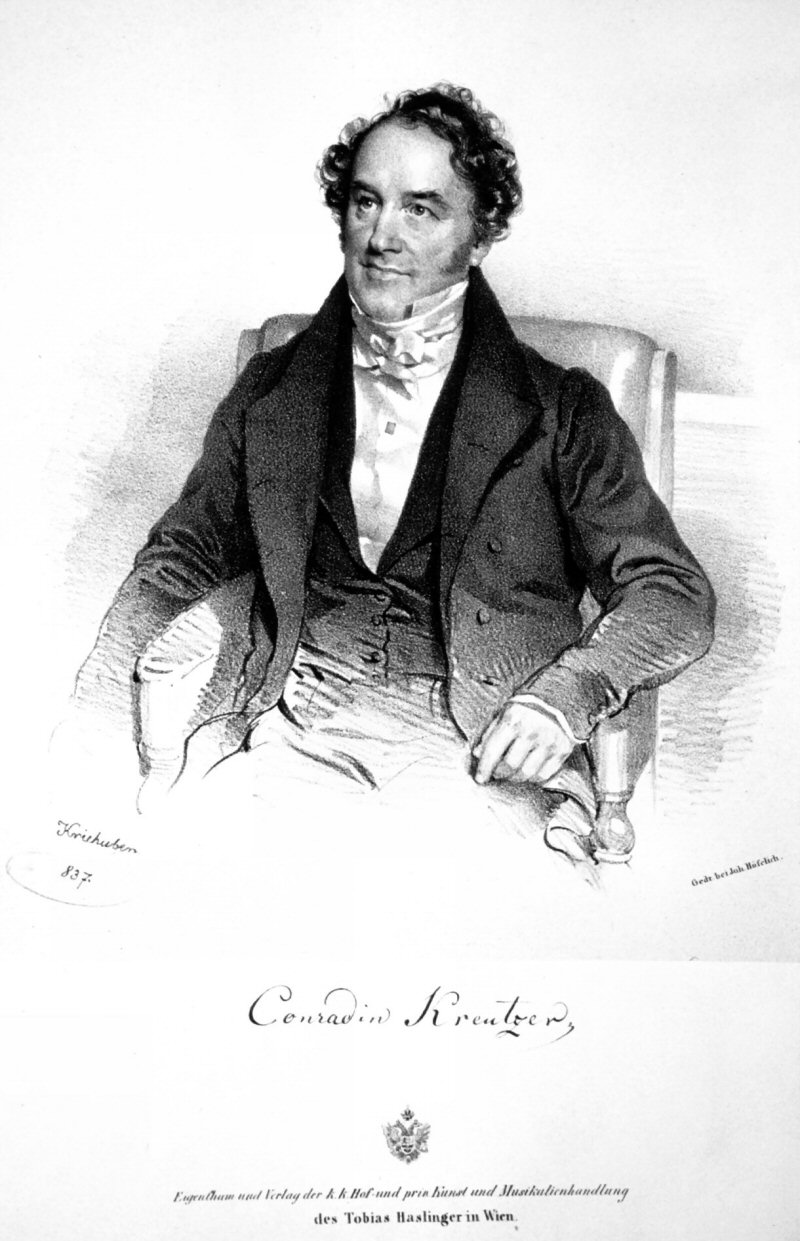
콘라딘 크로이처 (1837)

콘라딘 크로이처(Conradin Kreutzer, 1780년 11월 22일~1849년 12월 14일)는 19세기의 독일 민족적 가극의 작곡가 가운데 한 사람이다. 프라이부르크 대학에서 법률을 배운 뒤 음악으로 전향했으며, 후에는 빈에서 알브레히츠베르거에게서 대위법을 배우고, 작곡가로서의 지위를 확립하였다. 슈투트가르트를 비롯하여 각지의 극장에서 지휘자로서 활약하고 호평을 받았다. <그라나다의 야영>(1834), <방탕자>(1836) 외에 약 30편의 가극을 작곡하였다.